# Befreiungshalle

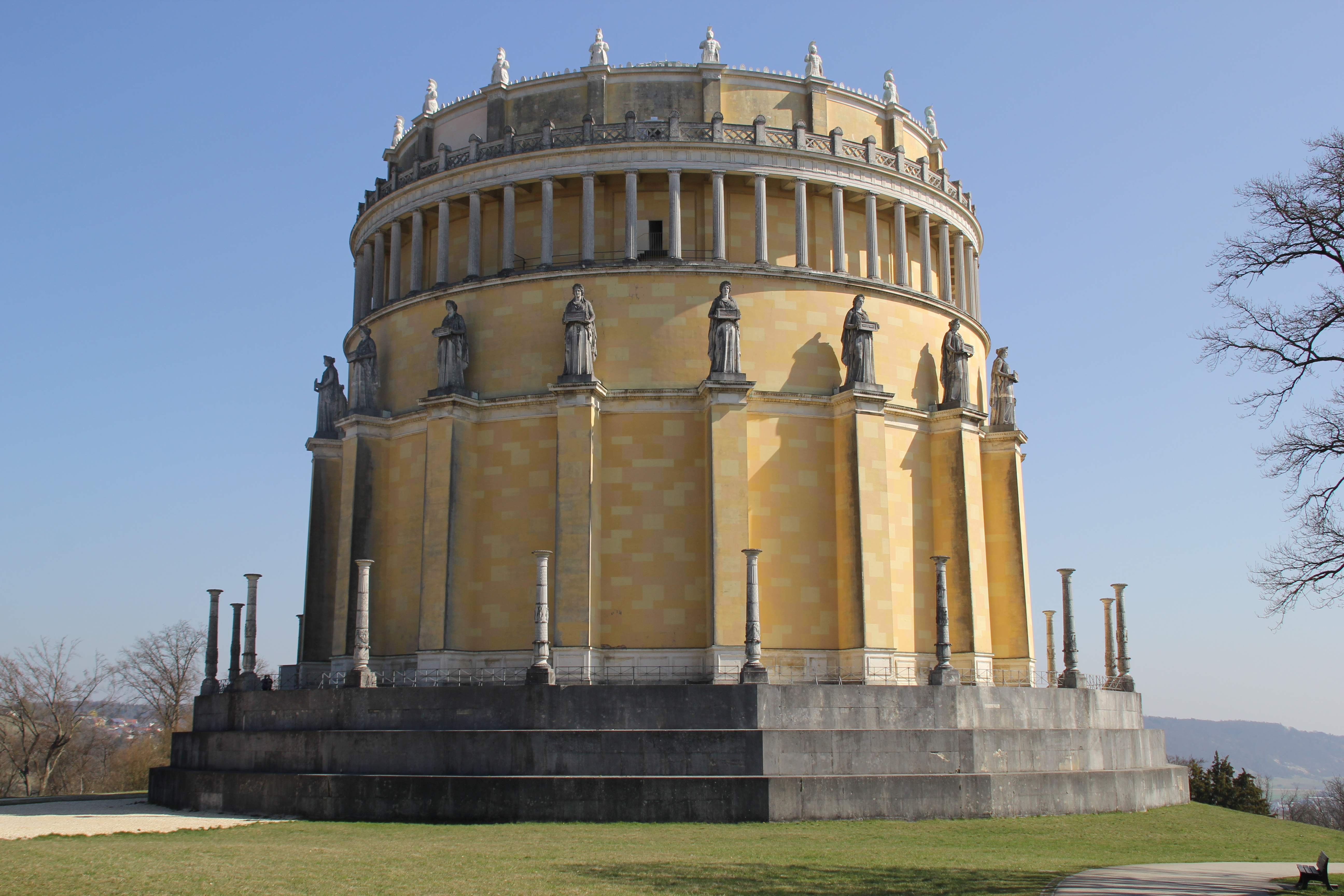
De Befreiungshalle

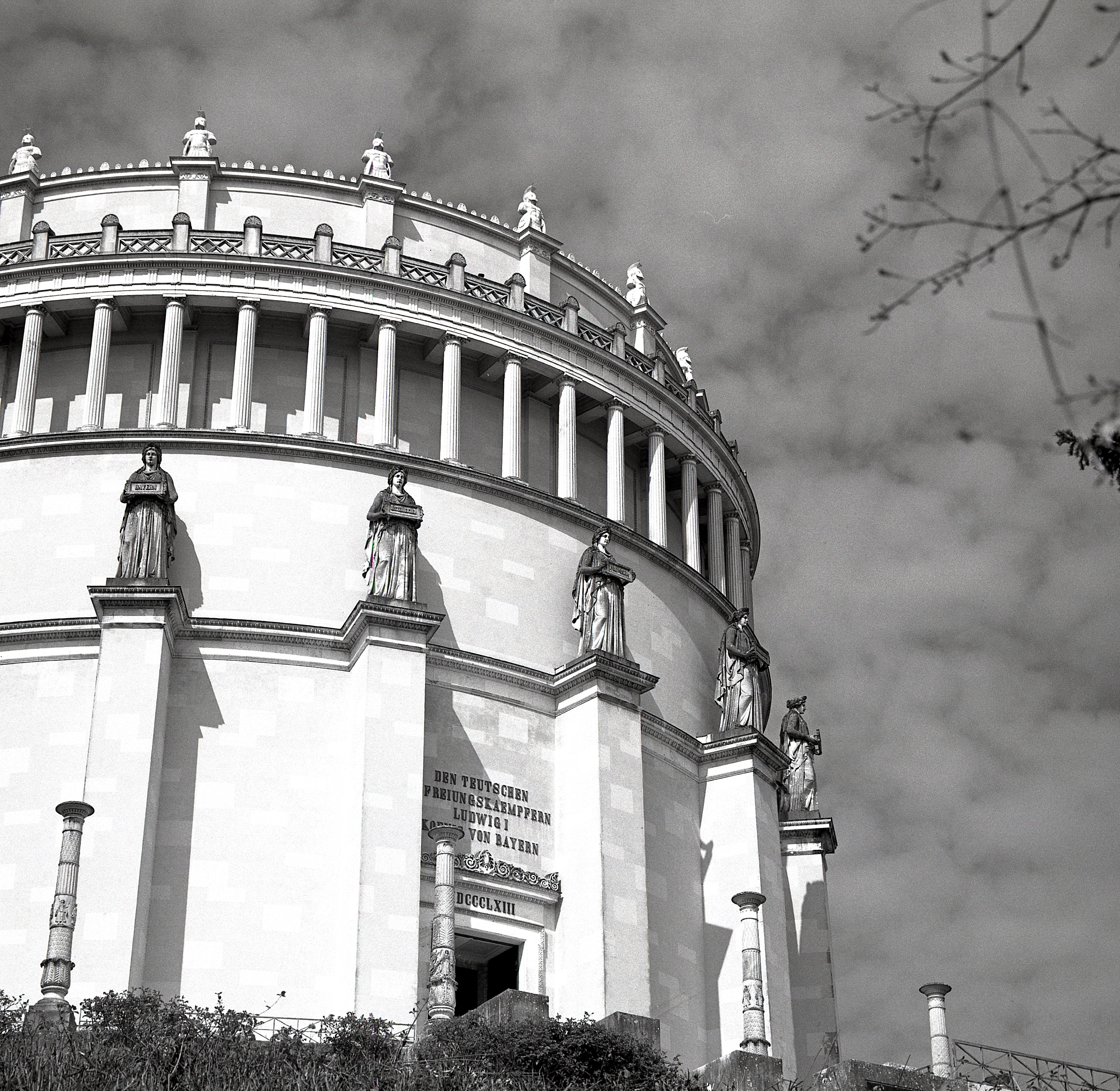

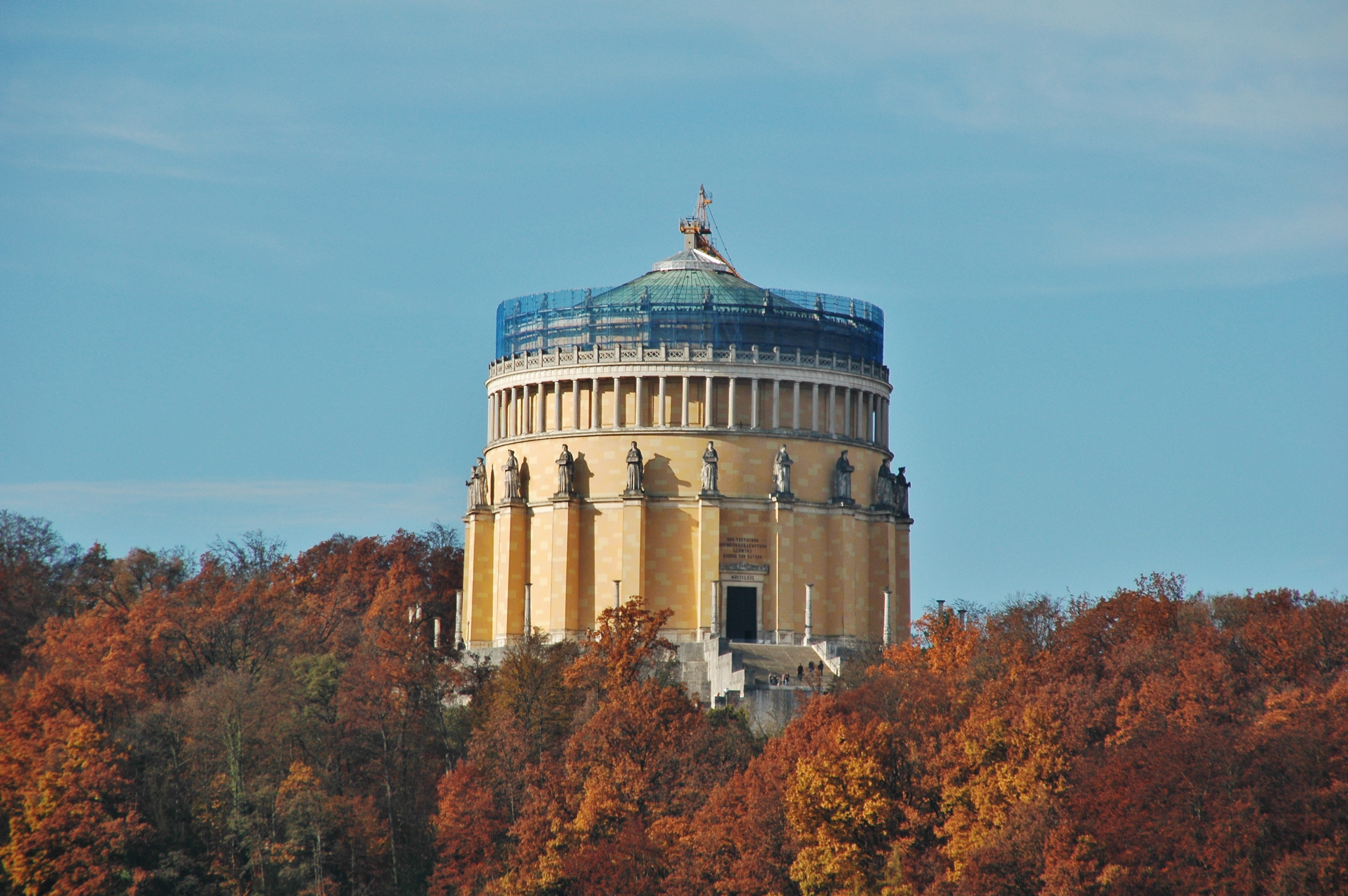

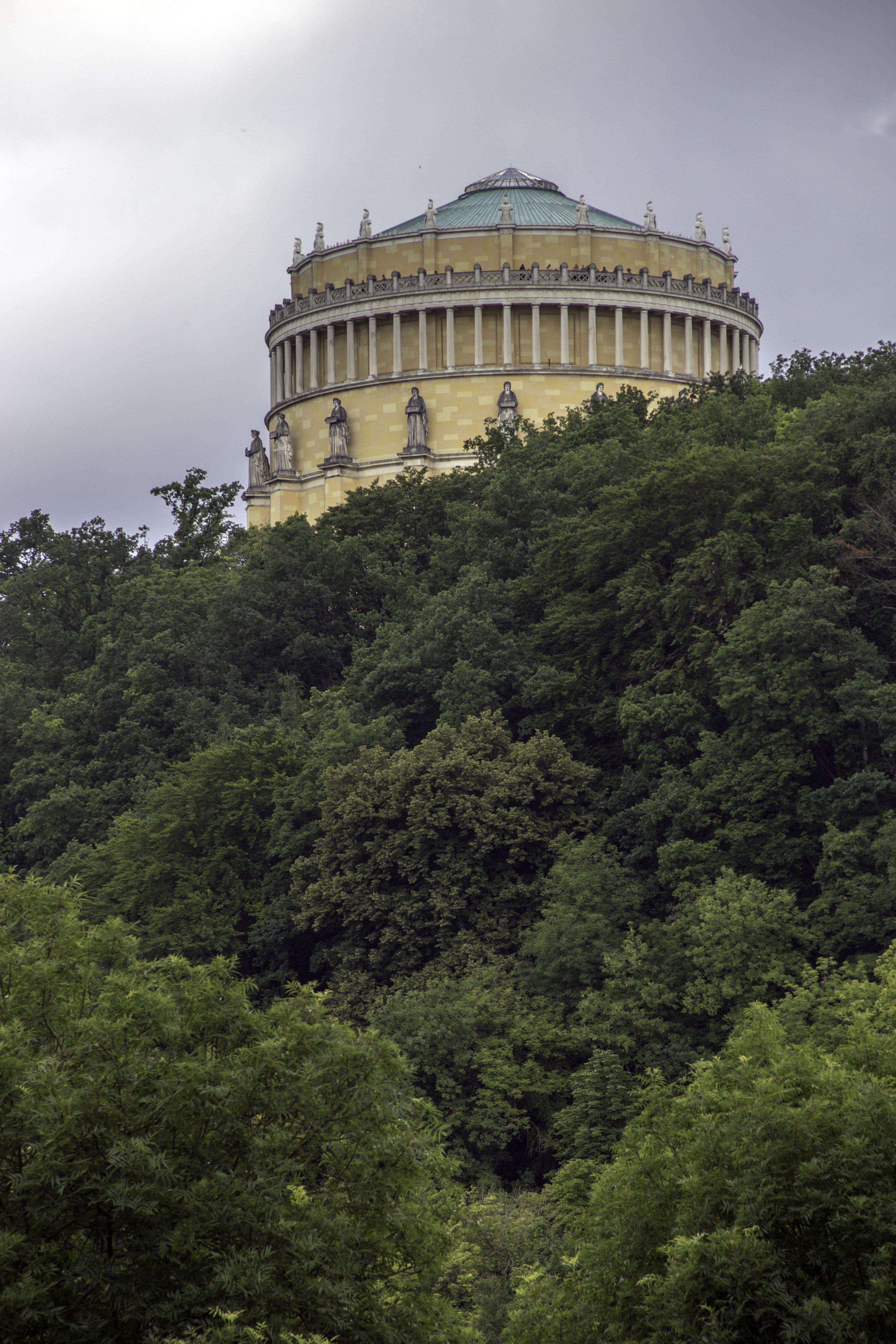
Zicht op de Befreiungshalle vanuit Kelheim

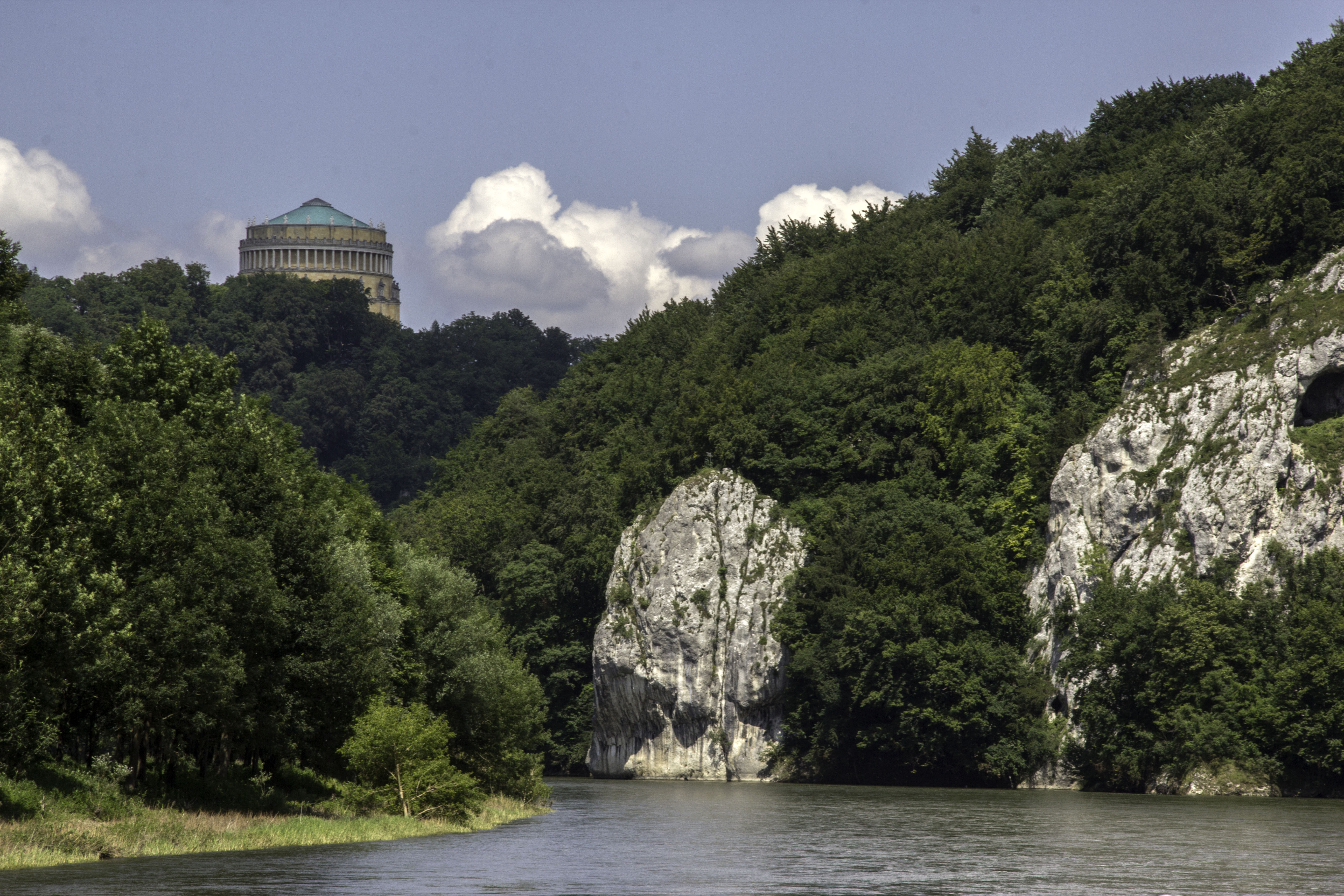
Zicht op de Befreiungshalle van stroomopwaarts op de Donau

De Befreiungshalle (Nederlands: Bevrijdingshal) is een herdenkingsmonument gebouwd op de Michelsberg ten westen van de stad Kelheim in Beieren. Het monument gedenkt de verschillende gewonnen veldslagen tegen Napoleon van 1813 tot 1815 tijdens de Duitse bevrijdingsoorlog. De bouwopdracht werd gegeven door koning Lodewijk I van Beieren.
Het bouwwerk bevindt zich op de heuvel tussen de Donauvallei en de Altmühlvallei vlak voor de Altmühl uitmondt in de Donau, en dus ook vlak voor de aansluiting van Donau en Main-Donaukanaal.

## Geschiedenis
Koning Lodewijk I had in 1842 het Walhalla bij Regensburg ingehuldigd en gaf aansluitend de opdracht voor de bouw van de Befreiungshalle aan de Duitse architect Friedrich von Gärtner. Von Gärtner werkte de plannen uit en begon dat jaar nog aan de bouwwerf.
Bij de eerstesteenlegging op 19 oktober 1842 werd muziek gespeeld door een vierstemmig mannenkoor, gecomponeerd door hofkapelmeester Joseph Hartmann Stuntz met tekst van koning Lodewijk zelf.
Architect von Gärtner kwam te overlijden tijdens de bouw, op 21 april 1847. De koning gaf de opdracht door aan Leo von Klenze die verder werkte op de plannen van Gärtner maar enkele neoclassicistische elementen toevoegde. De bouwwerf werd herstart in het voorjaar van 1848. Von Klenze deed daarbij ook beroep op zijn stagiair-leerling Otto von Langenmantel die de dagelijkse coördinatie op zich nam van 1850 tot 1856. Von Langenmantel woonde met dat doel zelfs bij de bouwwerf, en zijn zoon, de kunstschilder Ludwig von Langenmantel werd in 1854 dan ook daar geboren.
De bouw werd afgerond in 1863 en de plechtige inhuldiging vond plaats op 18 oktober 1863, wat een historische datum was, vijftig jaar na de overwinning in de slag bij Leipzig. (Nog eens vijftig jaar later werd in Leipzig zelf trouwens de Völkerschlachtdenkmal ingehuldigd.)

## Architectuur
De krachtig ogende ronde structuur gebouwd met Kelheimer kalksteen is een achttienhoekige veelhoek. De buitengevel is verdeeld in achttien pilaren, die worden gekroond door achttien kolossale standbeelden van Johann von Halbig als allegorieën van de Duitse stammen die betrokken waren bij de gevechten, de "Franken, Boehmen, Tyroler, Bayern, Oesterreicher, Preussen, Hannoveraner, Maehren, Sachsen, Schlesier, Brandenburger, Pommern, Mecklenburg, Westphalen, Hessen, Thueringer, Rheinlaender en Schwaben".
De ronde hal heeft een hoogte van 45 m en een diameter van 29 m. Het matroneum kan worden bereikt via 82 treden. Na nog eens 40 treden bereikt de bezoeker het buitenste uitkijkterras, vanwaar men een weids uitzicht heeft over de valleien van de Donau en de Altmühl. Sinds 2008 is de koepelzaal ook bereikbaar met een lift voor rolstoelgebruikers en personen met beperkte mobiliteit.
Voor elk van de niches met de namen van de gevechten van de bevrijdingsoorlog, zijn er twee 3,30 m hoge godinnen van de overwinning, zodat er 34 stilstaande beelden zijn. De godinnen van de overwinning reiken elkaar aan, met uitzondering van de twee figuren die pal naast de ingang staan. De laatste zijn gemaakt van wit marmer uit Tirol. Omdat dit erg duur was, werden de overgebleven Victorianen gemaakt van wit Carrara-marmer. Ze werden ontworpen door Ludwig Schwanthaler, die ook twee Victorianen produceerde, namelijk de twee laatste figuren bij de ingang. De andere stilstaande beelden werden gemaakt door de beeldhouwers Arnold Hermann Lossow en Max von Widnmann. In de nissen zijn er 17 vergulde bronzen schilden tussen twee Victorianen, die, zoals de 7 meter hoge toegangspoort van de hal, werden gegoten uit op de overwonnen Fransen veroverde kanonnen. De veelheid aan godinnen van de overwinning, die hier in een gebaar van harmonie mekaar de hand reiken, verwijst ook naar het aantal lidstaten van de Duitse Bondsstaat, in werkelijkheid schommelend tussen 35 en 39.
De herhaling van achttien als gebruikt aantal in de constructie is een symbolische verwijzing, naar het feit dat zowel de slag van Leipzig als de slag bij Waterloo plaatsvond op de 18e dag van de maand, maar ook naar de achttien generaals die met een inscriptie herdacht worden evenals de achttien heroverde forten.